# Inacayal
Modesto Inacayal (Patagonia Argentina, 1833 - La Plata, Buenos Aires, 26 de septiembre de 1888) fue un cacique tehuelche que vivió en el siglo XIX en la zona norte de la Patagonia argentina.

## Biografía
Inacayal nació alrededor de 1833, siendo hijo de padres de distintas etnias. En cuanto a su origen, difieren un poco dependiendo del autor del que se trate, ya que unos dicen que era Chulila Küne, por parte de padre, y Gününa Küne (según Tomás Harrington), otros expresan que era de padre y madre Gününa (según Luis María Torres y Lehmann Nitsche) pero Francisco Pascasio Moreno dice que era Huilliche.
En las tolderías de su padre, el cacique Huincahual, en las orillas del río Quemquemtreu lo halló Guillermo Cox quien escribió la impresión que le produjo: 

"Inacayal me agradó al momento, tiene el ademán franco y abierto, la cara inteligente y sabe algo de castellano; de cuerpo rechoncho pero bien proporcionado".

Fue uno de los últimos en resistir, al mando de tres mil hombres, la llamada Conquista del Desierto del ejército del general Julio Argentino Roca.
Una ofensiva inesperada de las columnas al mando del coronel Conrado Villegas expulsó hacia el sur las tolderías de Inacayal que acampaba cerca de la naciente del río Limay en el lago Nahuel Huapi. Era un cacique prestigioso que participaba en los parlamentos de Sayhueque. Ambos tuvieron que emprender la retirada hacia el Chubut donde resistieron durante tres años la persecución militar argentina.
Inacayal se entregó con los últimos caciques, lanceros y chusma en 1884, en el fuerte de Junín de los Andes. Fue hecho prisionero y sometido a diversos traslados. Salió de la prisión militar gracias a la intervención del célebre explorador Francisco P. Moreno quien le debía muchos favores por la hospitalidad del cacique durante los viajes del perito por la región. Inacayal terminó sus días exhibido vivo en el Museo de Ciencias Naturales de La Plata, que dirigía Moreno.

## Fallecimiento y  Proceso de Restitución
Falleció por causas desconocidas y en circunstancias dudosas el 26 de septiembre de 1888; sus restos fueron inhumados en Tecka, en la Provincia del Chubut. La restitución de sus restos óseos inició el proceso moderno de restituciones en el Museo de La Plata, pero recién en 2014 se realizó una restitución complementaria de su cerebro y cuero cabelludo, que fueron entregados a representantes de las comunidades mapuche-tehuelche de Chubut.
Sobre sus últimas horas escribió Clemente Onelli: 

"Un día, cuando el sol poniente teñía de púrpura el majestuoso propileo de aquel edificio (...), sostenido por dos indios, apareció Inacayal allá arriba, en la escalera monumental; se arrancó la ropa, la del invasor de su patria, desnudó su torso dorado como metal corintio, hizo un ademán al sol, otro larguísimo hacia el sur; habló palabras desconocidas y, en el crepúsculo, la sombra agobiada de ese viejo señor de la tierra se desvaneció como la rápida evocación de un mundo. Esa misma noche, Inacayal moría, quizás contento de que el vencedor le hubiese permitido saludar al sol de su patria".

En la novela de Pedro Orgambide "Un caballero en las tierras del sur", que narra la vida del Perito Moreno, se sugiere que Inacayal se suicidó arrojándose de las escaleras del Museo de La Plata, lugar donde residía junto a algunos familiares.

## Epónimas
Una especie de libélula del Eoceno, Inacayalestes aikunhuapi, encontrada en el Parque Nacional Nahuel Huapi, Argentina, recibió su nombre en 2015.
En 2024, un dinosaurio terópodo del Cretácico encontrado cerca de la meseta de Somuncurá, Argentina, fue nombrado Koleken inakayali, y el nombre específico también lo honra.